# Morus trilobata
Morus trilobata är en mullbärsväxtart som först beskrevs av S.S. Chang, och fick sitt nu gällande namn av Z.Y. Cao. Morus trilobata ingår i släktet mullbär, och familjen mullbärsväxter. Inga underarter finns listade i Catalogue of Life.